# Валле-ди-Кадоре
Валле-ди-Кадоре (итал. Valle di Cadore) — коммуна в Италии, располагается в провинции Беллуно области Венеция.
Население составляет 2033 человека, плотность населения составляет 50 чел./км². Занимает площадь 41 км². Почтовый индекс — 32040. Телефонный код — 0435.
Покровителем коммуны почитается святой Мартин Турский, празднование 11 ноября.